# Scutopalus smolikensis
Scutopalus smolikensis är en spindeldjursart som först beskrevs av Sionti och Papadoulis 2003.  Scutopalus smolikensis ingår i släktet Scutopalus och familjen Cunaxidae. Inga underarter finns listade i Catalogue of Life.